# Václav Kalina (fotbalista)
Václav Kalina (* 15. července 1979, Kladno) je český fotbalový obránce či záložník, momentálně působící v SK Kladno.
Věnuje se i futsalu.

## Klubová kariéra
Svoji fotbalovou kariéru začal v SK Kladno, kde se přes všechny mládežnické kategorie propracoval v roce 2002 do prvního týmu. S Kladnem zažil postup z divize až do 1. české ligy.
V roce 2007 přestoupil do FK Mladá Boleslav. V létě 2012 zamířil do Bohemians Praha 1905. S týmem oslavil v ročníku 2012–2013 návrat do Gambrinus ligy. 25. srpna 2012 disciplinární komise potrestala Kalinu pokutou 15 000 Kč za nafilmování faulu v pokutovém území Zlína, nařízený pokutový kop proměnil Jindřišek a hostující mužstvo Bohemians 1905 tímto gólem zvítězilo 1:0.

V létě 2015 se vrátil do Kladna.